# Филипи (дем Кавала)
Фѝлипи или Селян (на гръцки: Φίλιπποι, до 1926 година Σέλιανη, Селяни, до 1932 година Μεσόρεμμα, Месорема) е село в Гърция, част от дем Кавала.

## География
Филипи е разположено на 200 m надморска височина, на 20 километра северно от град Кавала, в подножието на най-западното разклонение на Чалдаг (Леканис Ори).

## История

### Античност
Край днешното селище са развалините на античния град Филипи (Кринидес), основан от колонисти от Тасос и преоснован от Филип II Македонски, известен с битката при Филипи в 42 година пр. Хр.

### В Османската империя
В края на Османската епоха на мястото на античния Филипи съществува село под името Селян – жителско име от местното име Село, което е често в българската топонимия.
Съгласно статистиката на Васил Кънчов („Македония. Етнография и статистика“) към 1900 година Силян е смесено турско-гръцко село с 800 жители турци и 200 гърци. На етническата му карта обаче селото, обозначено като Селян (Seljan) е посочено като чисто турско.
Всички жители на Силян са под върховенството на Вселенската патриаршия - по данни на секретаря на Българската екзархия Димитър Мишев („La Macédoine et sa Population Chrétienne“) в 1905 година в Силян (Silian) има 200 гърци.

### В Гърция
В 1913 година селото попада в Гърция след Междусъюзническата война. През 20-те години турското му население се изселва по споразумението за обмен на население между Гърция и Турция след Лозанския мир и на негово място са заселени гърци бежанци, които в 1928 година са 261 семейства с 1092 души.
В 1926 година селото е прекръстено на Месорема (в превод Средна река), но в 1932 година името на селището е сменено на Филипи, като това на античния град. Българска статистика от 1941 година показва 1606 жители.
Населението произвежда тютюн, жито и детелина, като е развито и краварството.
| Име      | Име        | Ново име     | Ново име      | Описание                     |
| -------- | ---------- | ------------ | ------------- | ---------------------------- |
| Саръ Кая | Σαρὶ Καγιὰ | Кокинопетрес | Κοκκινόπετρες | местност в Урвил З от Филипи |
| Сеутия   | Σεούτια    | Дема         | Δέμα          |                              |

| Година    | 1913 | 1920 | 1928 | 1940 | 1951 | 1961 | 1971 | 1981 | 1991 | 2001 | 2011 | 2021 |
| --------- | ---- | ---- | ---- | ---- | ---- | ---- | ---- | ---- | ---- | ---- | ---- | ---- |
| Население | 994  | 759  | 1207 | 1445 | 1668 | 1353 | 732  | 728  | 778  | 896  | 894  | 796  |

В 2001 година към Филипи е присъединена източната махала Врисула (Бунарджик).

## Побратимени градове
- Кърджали, България